# Gonneville-sur-Scie
Gonneville-sur-Scie és un municipi francès situat al departament del Sena Marítim i a la regió de Normandia. L'any 2007 tenia 435 habitants.

## Demografia

### Població
El 2007 la població de fet de Gonneville-sur-Scie era de 435 persones. Hi havia 153 famílies de les quals 18 eren unipersonals (9 homes vivint sols i 9 dones vivint soles), 48 parelles sense fills, 74 parelles amb fills i 13 famílies monoparentals amb fills.
La població ha evolucionat segons el següent gràfic:
Habitants censats

### Habitatges
El 2007 hi havia 170 habitatges, 148 eren l'habitatge principal de la família, 18 eren segones residències i 3 estaven desocupats. Tots els 170 habitatges eren cases. Dels 148 habitatges principals, 133 estaven ocupats pels seus propietaris, 12 estaven llogats i ocupats pels llogaters i 3 estaven cedits a títol gratuït; 9 tenien dues cambres, 20 en tenien tres, 34 en tenien quatre i 86 en tenien cinc o més. 114 habitatges disposaven pel capbaix d'una plaça de pàrquing. A 52 habitatges hi havia un automòbil i a 82 n'hi havia dos o més.

### Piràmide de població
La piràmide de població per edats i sexe el 2009 era:
| Homes | Edats   | Dones |
| ----- | ------- | ----- |
| 0     | 95 o +  | 0     |
| 0     | 90 a 94 | 0     |
| 0     | 85 a 89 | 0     |
| 0     | 80 a 84 | 4     |
| 4     | 75 a 79 | 4     |
| 0     | 70 a 74 | 4     |
| 16    | 65 a 69 | 4     |
| 12    | 60 a 64 | 16    |
| 12    | 55 a 59 | 16    |
| 0     | 50 a 54 | 0     |
| 12    | 45 a 49 | 12    |
| 20    | 40 a 44 | 12    |
| 8     | 35 a 39 | 28    |
| 16    | 30 a 34 | 16    |
| 4     | 25 a 29 | 0     |
| 4     | 20 a 24 | 4     |
| 16    | 15 a 19 | 12    |
| 48    | 10 a 14 | 4     |
| 8     | 5 a 9   | 8     |
| 4     | 0 a 4   | 0     |

## Economia
El 2007 la població en edat de treballar era de 276 persones, 208 eren actives i 68 eren inactives. De les 208 persones actives 181 estaven ocupades (105 homes i 76 dones) i 27 estaven aturades (12 homes i 15 dones). De les 68 persones inactives 28 estaven jubilades, 17 estaven estudiant i 23 estaven classificades com a «altres inactius».

### Ingressos
El 2009 a Gonneville-sur-Scie hi havia 150 unitats fiscals que integraven 440 persones, la mediana anual d'ingressos fiscals per persona era de 18.716 €.

### Activitats econòmiques
Dels 6 establiments que hi havia el 2007, 1 era d'una empresa de construcció, 1 d'una empresa de comerç i reparació d'automòbils, 1 d'una empresa de transport, 1 d'una empresa d'hostatgeria i restauració, 1 d'una empresa financera i 1 d'una empresa de serveis.
L'únic servei als particulars que hi havia el 2009 era un paleta.
L'any 2000 a Gonneville-sur-Scie hi havia 12 explotacions agrícoles que ocupaven un total de 497 hectàrees.

## Equipaments sanitaris i escolars
El 2009 hi havia 1 escola maternal integrada dins d'un grup escolar amb les comunes properes formant una escola dispersa i 1 escola elemental integrada dins d'un grup escolar amb les comunes properes formant una escola dispersa.

## Poblacions més properes
El següent diagrama mostra les poblacions més properes.